# Grammy al millor àlbum de rock llatí, urbà o alternatiu
El premi Grammy al millor àlbum de rock llatí, urbà o alternatiu és un guardó presentat en els Premis Grammy, una cerimònia que va ser establida en el 1958 i en el seus orígens s'anomenava Premis Gramòfon, per als artistes de gravació que han realitzat àlbums en el gènere musical del rock llatí, urbà o alternatiu.
El premi es va iniciar en el 1998 amb el nom de Grammy a la millor interpretació de rock llatí/alternatiu fins al 2008. Des del 2009 al 2011 es va anomenar com en l'actualitat, moment a partir del qual el premi va desaparèixer.
En el 2013 es va reprendre el guardó amb el nom de Grammy al millor àlbum de rock llatí, urbà o alternatiu fins a dia d'avui.

## Guardonats

### Dècada del 2020
| Edició | Imatge | Guanyador(s)/ Guanyadora(es) | Obra          | Nominat(s)/ Nominada(es) | Ref   |
| ------ | ------ | ---------------------------- | ------------- | ------------------------ | ----- |
| 62     |        | Rosalía                      | El mal querer |                          | [ 2 ] |